# Bí mật đảo Lincoln
Bí mật đảo Lincoln (tiếng Pháp: L'Île mystérieuse) là một tiểu thuyết của  Jules Verne xuất bản năm 1875, lần đầu do Hetzel xuất bản, có một số hình minh họa của Jules Férat. Cuốn này là phần tiếp theo của hai tác phẩm nổi tiếng Hai vạn dặm dưới biển (1870) và Những đứa con của thuyền trưởng Grant (1867–1968)
Trình tự thời gian trong Bí mật đảo Lincoln không tương thích với Hai vạn dặm dưới đáy biển - có cốt truyện bắt đầu vào năm 1866, trong khi Bí mật đảo Lincoln bắt đầu vào năm 1865 - cuối cuộc nội chiến Hoa Kỳ, tuy nhiên lại được tác giả cho xảy ra sau Hai vạn dặm dưới đáy biển (Nhóm người giáo sư Aronnax sau khi trốn thoát khỏi tàu ngầm Nautilus đã viết sách về nó và thuyền trưởng Nemo và kỹ sư Cyrus Smith đã đọc và biết về ông).
Tại Việt Nam, có một số tên gọi như Hòn đảo bí mật, Hòn đảo huyền bí nhưng thường được gọi theo tên bản dịch của nhà xuất bản Trẻ năm 1988 là "Bí mật đảo Lincoln".

## Tóm tắt nội dung
Năm 1865, trong cuộc nội chiến Hoa Kỳ, có những người tù nhân ở thành phố Richmon. Trong số ấy, có 5 người bao gồm kỹ sư Cyrus Smith và người đầy tớ da đen Nab (đã được chủ trả tự do nhưng vẫn tình nguyện ở cùng chủ), phóng viên Gédéon Spilett, thuỷ thủ Pencroff và con trai thuyền trưởng cũ của anh - chú bé Harbert (Pencroff nhận chăm sóc Harbert sau khi cha cậu qua đời). Họ đã đánh cắp một chiếc khinh khí cầu để đào tẩu nhưng bị cơn bão đánh cho dạt vào một hòn đảo hoang vu trên Thái Bình Dương mà sau đó họ đặt tên là đảo Lincoln (theo tên tổng thống Mỹ Abramham Lincoln).

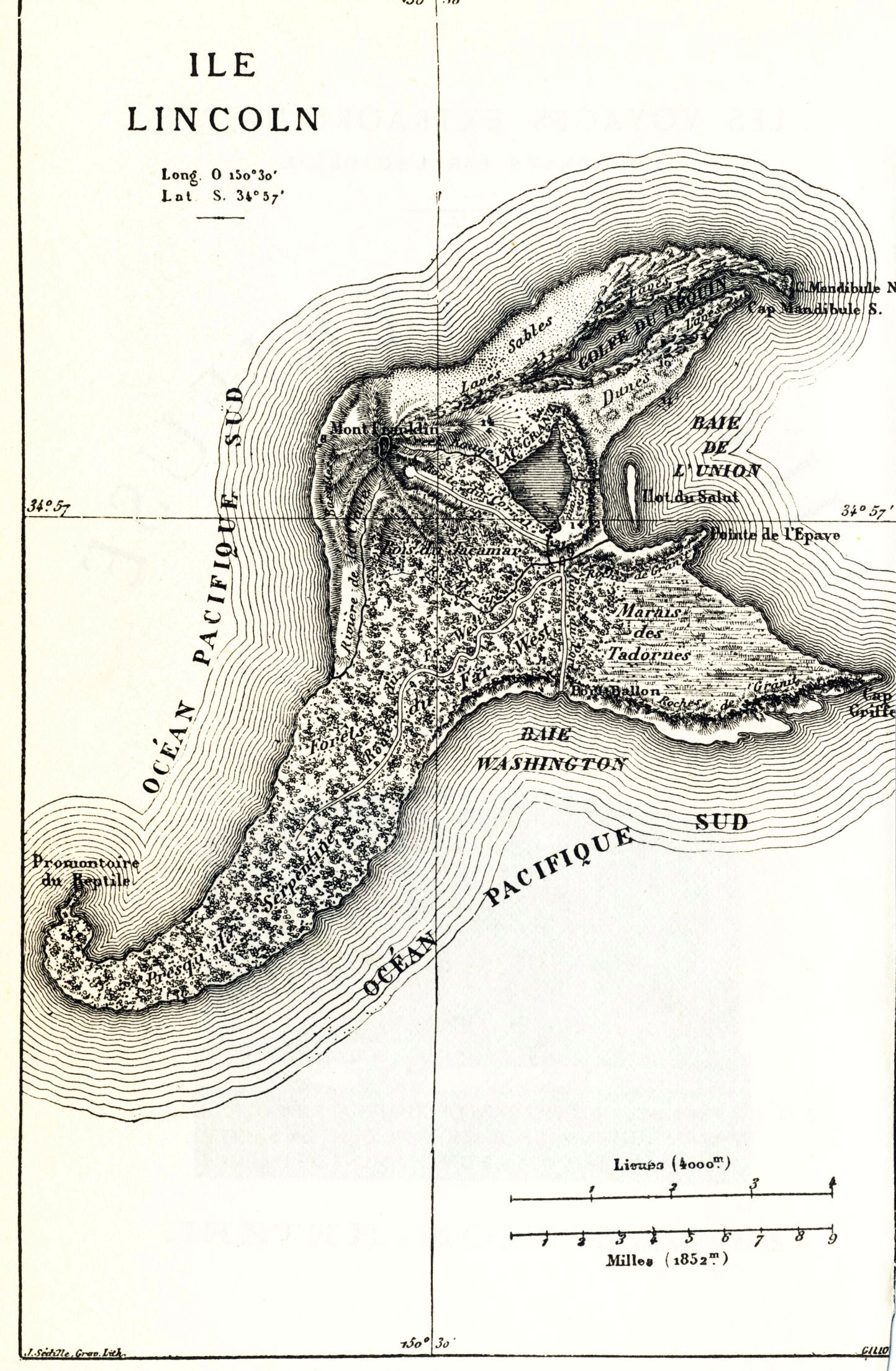
Bản đồ đảo Lincoln

Tại đây nhóm 5 người đã hợp sức chinh phục thiên nhiên, khai thác các tài nguyên tại chỗ để xây dựng cơ ngơi và nguồn lực cho cuộc sống.
Trong một lần vô tình thấy được một bức thư trong chai, họ biết được trên đảo Tabor gần đó có một người sống và họ đã đến. Người đó chính là Ayrton (trong tập Những đứa con của thuyền trưởng Grant) do phạm tội mà đã bị bỏ lại trên đảo Tabor đến nay đã 12 năm. Lúc này Ayrton đã trở nên hoang daị không còn bản tính con người nhưng đã được nhóm người cứu giúp đưa về đảo Lincoln và trước sự đùm bọc giúp đỡ của mọi người, ông đã lấy lại được nhân dạng. Ayrton kể lại quá khứ của mình cho nhóm người và tiếp tục sống cùng họ.
Sau đó đảo Lincoln bị một tàu hải tặc tấn công, có 6 tên đã kịp đổ bộ lên đảo trong khi con tàu hải tặc cùng với số hải tặc trên tàu bị trúng thủy lôi đã thiệt mạng. Những tên hải tặc sau đó bị kết liễu một cách bí ẩn, tương tự như việc con tàu hải tặc bị dính thủy lôi. Cả nhóm đã xâu chuỗi mọi chuyện và cả những lần họ mơ hồ thấy mình được nhận những giúp đỡ lạ lùng và bất ngờ trong suốt thời gian trên đảo. Họ đoán ra có ai đó cùng sống trên đảo và đã âm thầm hỗ trợ mình nên đã quyết định sẽ tìm kiếm thử.

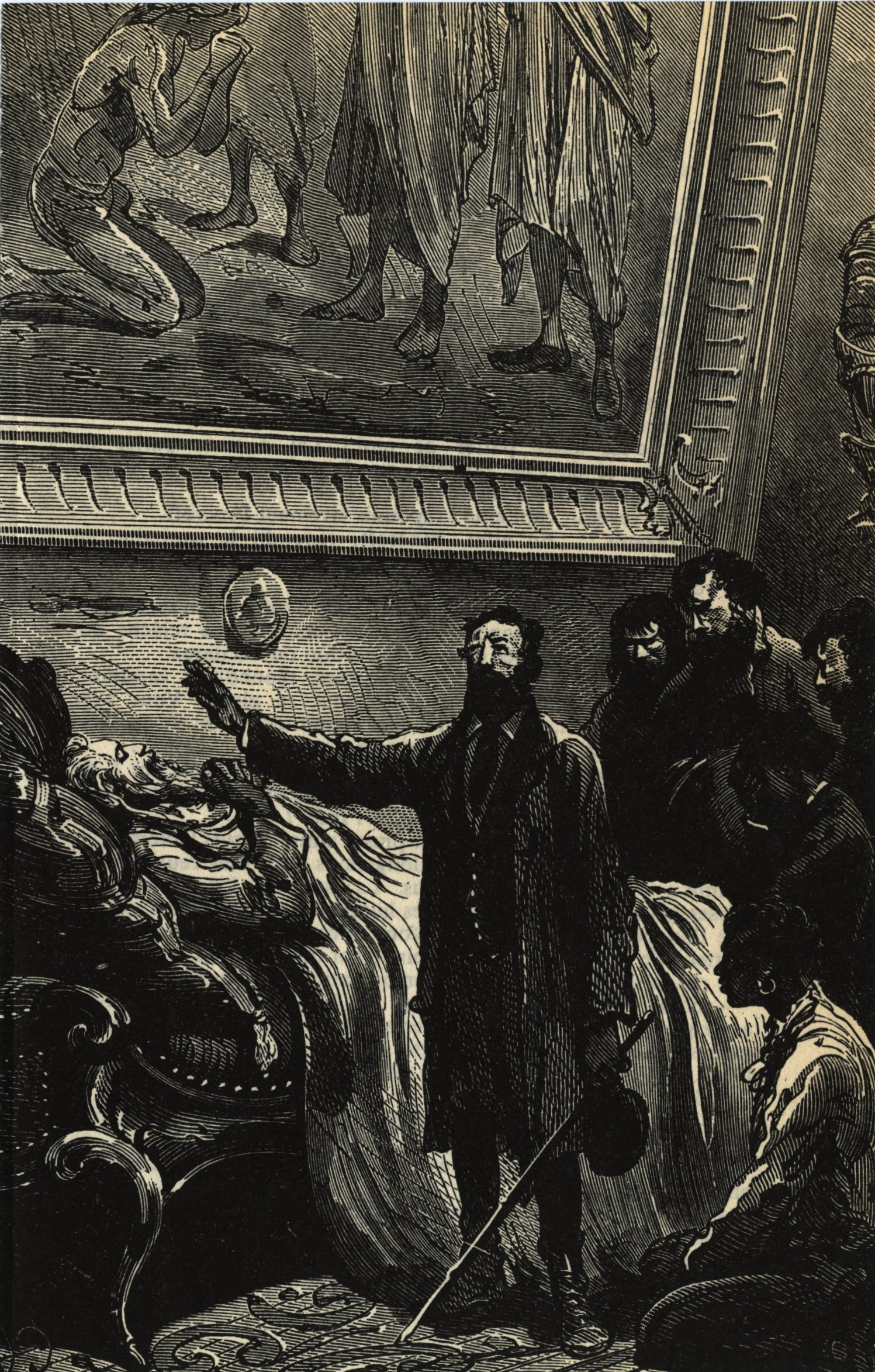
Cái chết của thuyền trưởng Nemo

Nhưng người ấy đã chủ động liên hệ với nhóm người trên đảo và đó chính là thuyền trưởng Nemo của tàu ngầm Nautilus (trong Hai vạn dặm dưới đáy biển). Ở tuổi 60, khi thủy thủ đoàn trên tàu Nautilus đã chết hết cả chỉ còn thuyền trưởng Nemo, ông đã cho tàu ngầm đậu ở một hang ngầm dưới đảo Lincoln và ở đây 6 năm. Khi nhóm của kỹ sư Smith lưu lạc đến đây, Nemo định sẽ dời đi nhưng do ảnh hưởng của hoạt động núi lửa mà tàu ngầm Nautilus đã bị kẹt lại. Ông bắt đầu theo dõi và giúp đỡ họ trong bí mật, cũng chính ông là người đã viết thư trong chai, tự xưng Ayrton để cho nhóm người trên đảo biết và đến cứu giúp. Giờ đây trong lúc sắp chết, ông đã liên hệ với nhóm người trên đảo Lincoln, nói cho họ biết thân thế của mình và nhờ họ, sau khi mình chết, giúp ông nhấn chìm con tàu để ông cùng con tàu chìm xuống vĩnh viễn dưới lòng biển.
Sau đó không lâu, do sự vận động địa chất bên dưới đảo Lincoln, nó đã bị hủy hoại nặng nề, khi nhóm người đang trong tình thế ngặt nghèo thì tàu Duncan xuất hiện và kịp thời cứu thoát họ. Tàu Duncan lúc này do Robert - con trai của  thuyền trưởng Grant chỉ huy đến đảo Tabor để đón Ayrton sau khoảng thời gian bị trừng phat. Trước đó, chính thuyền trưởng Nemo đã giúp nhóm người để lại tin tức trên đảo Tabor nên tàu Duncan mới biết mà tìm đến vị trí đảo Lincoln.
Những người trên đảo sau đó trở về được đến Mỹ, nhờ số của cải mà thuyền trưởng Nemo cho họ trước lúc chết, họ đã thành lập một khu dân cư mới và cũng đặt tên cho nó là đảo Lincoln.